# Vincheto de Cellarda
La Reserva natural y sitio Ramsar de Vincheto de Celarda, de 99 ha, fue creada en 1971 como reserva y en 1976 se declaró sitio Ramsar. Se encuentra en la orilla derecha del río Piave, en las comunas de Feltre y Lentiai, dentro del Parque nacional de las Dolomitas de Belluno, creado en 1990, y cerca de la Reserva natural regional de la Turbera de Lipoi.
Se encuentra en una zona que planea en la vertiente de los montes Garda, Miesna y Tomatico (1595 m), en el macizo de Grappa, en los prealpes Bellunesi. La capa freática es muy superficial, lo que permite la existencia de numerosos cursos de agua superficial.

## Flora y fauna
La vegetación se divide en cinco categorías: prados, bosque de planifolios espontáneo, vegetación de aluvión con especies pioneras, como los sauces, vegetación de ambiente húmedo y vegetación no autóctona derivada de la intervención humana, especialmente, árboles aciculares. Se han introducido más de cien variedades de sauces, entre ellos Salix viminalis, Salix purpurea, Salix amygdalina y Salix incana, así como álamo temblón y vegetación palustre, (Carex, Phragmites, Potamogeton y Ceratophyllum). La parte más interesante se encuentra en la ribera el río Celarda hasta su confluencia con el Piave, incluyendo el lecho con la típica vegetación xerófila de las gravas, con espino amarillo y Myricaria germanica.
Se han censado 84 especies de vertebrados, entre ellas el corzo, carnívoros como el tejón, la marta y el zorro, y roedores como la ardilla y la liebre. Entre las aves, la garza real y la cerceta común, así como rapaces. En recinto cerrado hay ciervos, gamos y muflones.